# Моркам
Мо̀ркам (на английски: Morecambe, /ˈmɔːrkəm/) е град в графство Ланкашър, северозападна Англия. Населението му е около 35 000 души (2011).
Разположен е на 6 метра надморска височина на Моркамското крайбрежие, на брега на Ирландско море и непосредствено на северозапад от Ланкастър. Селището възниква след 1850 година, около изграденото по това време ново пристанище. Днес основен за икономиката му е морският туризъм.

## Известни личности
Родени в Моркам
- Питър Ратклиф (р. 1954), лекар